# شمسة بنت سهيل المزروعي
الشيخة شمسة بنت سهيل المزروعي هي الزوجة الأولى للشيخ خليفة بن زايد آل نهيان رئيس دولة الإمارات العربية المتحدة السابق وحاكم إمارة أبوظبي.

## حياتها
نشأت في مدينة العين، وتعلمت التقاليد العربية والبدوية الأصيلة في كنف والدها سهيل خميس بن مكتوم المزروعي، إذ كان رجل علم وشيخاً لقبيلته يؤم الناس في الصلاة ويقف خطيباً فيهم على المنابر، فقيهاً في شؤون الدين ورعاً تقيا ويتولى مهمة تحفيظ القرآن الكريم لأبناء العين.
حفظت بضعة أجزاء من القرآن قبل أن تتجاوز العاشرة من العمر وتعلمت القراءة والكتابة، إلى أن شاءت الأقدار أن تقترن بالشيخ خليفة بن زايد آل نهيان وكانت دون الثالثة عشرة من العمر، وفي هذه المرحلة بدأت رحلة أخرى، تعلمت فيها الكثير في مدرسة الشيخ زايد.
حينما بلغت الخامسة عشرة، التحقت بجمعية نهضة المرأة الظبيانية في العين، وحصلت على الشهادات الدراسية الابتدائية والإعدادية والثانوية منها، ثم التحقت بكلية الاقتصاد وإدارة الأعمال بجامعة الإمارات وتخرجت منها سنة 1980 وكنت ضمن الدفعة الأولى من الخريجات.

## حياتها الخاصة
تزوجت في عام 1964 من الشيخ خليفة بن زايد وأنجبت منه:
- الشيخ سلطان بن خليفة
- الشيخ محمد بن خليفة
- الشيخة شيخة بنت خليفة.
- الشيخة موزة بنت خليفة
- الشيخة عوشة بنت خليفة
- الشيخة سلامة زوجة الشيخ منصور بن طحنون آل نهيان.[2]
- شيخة شمة بنت خليفة
- الشيخة لطيفة بنت خليفة.